# 日拉爾杜夫

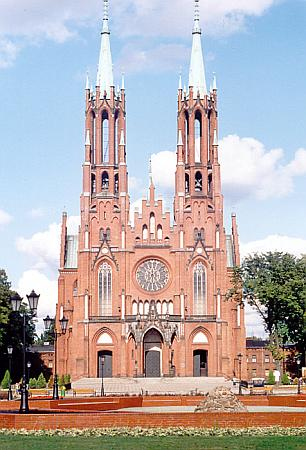
日拉爾杜夫

日拉爾杜夫（波蘭語：Żyrardów）是波蘭的一個城鎮，位於該國中部，距離首都華沙45公里，由馬佐夫舍省負責管轄，始建於1830年，面積14.35平方公里，2006年人口41,161。第二次世界大戰期間，德國第8軍團在波蘭戰役中攻陷此城，後德國在1939年9月12日至1945年1月16日佔領該鎮。

## 外部連結
- Official Site of Żyrardów （页面存档备份，存于）
- Current Population
- Memorial Book of Zyrardow, Amshinov and Viskit （页面存档备份，存于）
- Jewish Community in Żyrardów （页面存档备份，存于） on Virtual Shtetl

52°04′N 20°26′E / 52.067°N 20.433°E